# Apogepha

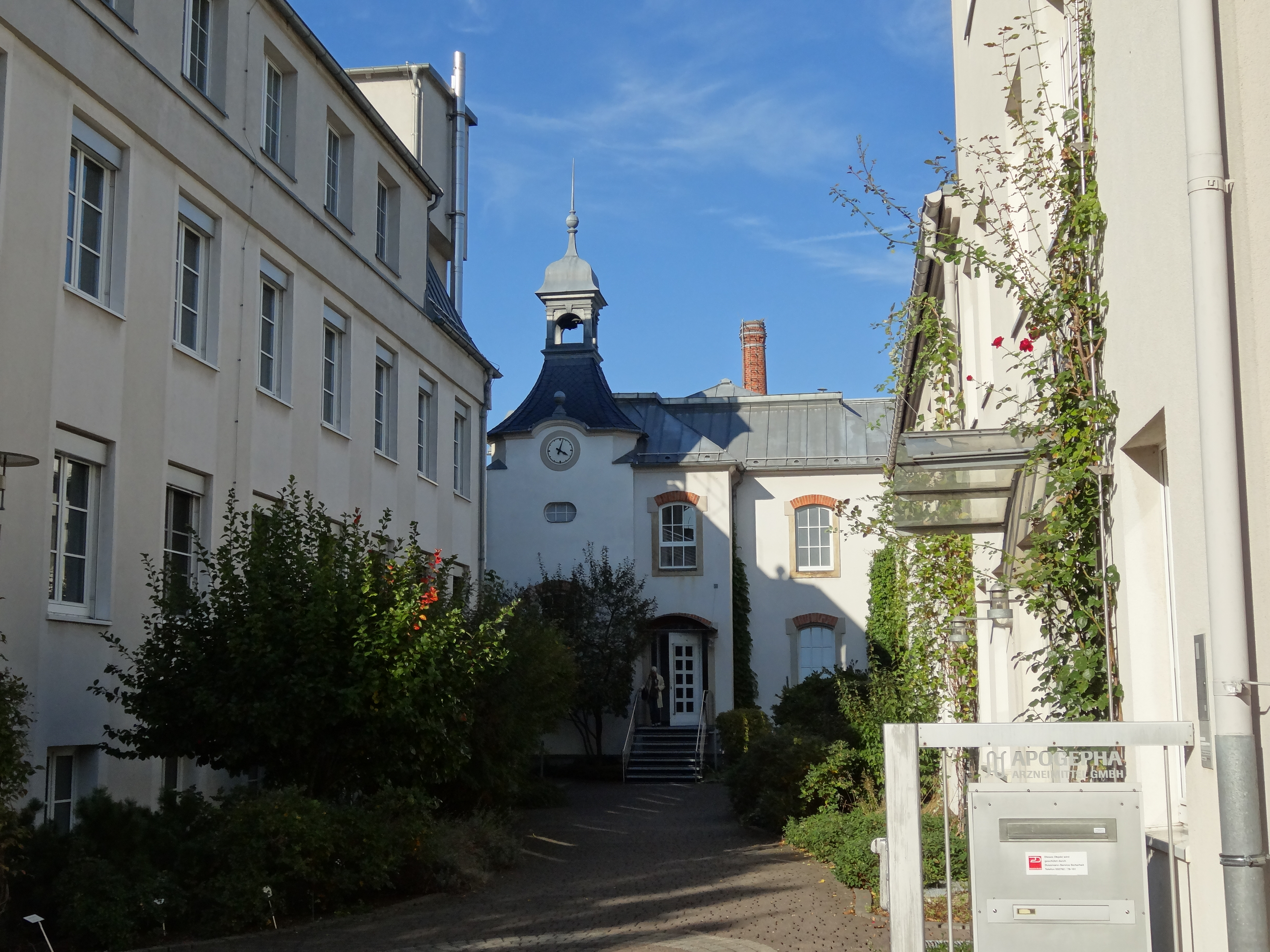
Apogepha-Firmensitz in Dresden

Die Apogepha Arzneimittel GmbH (eigene Schreibweise APOGEPHA) ist ein deutsches Pharmaunternehmen, das 1882 von dem Apotheker C. Stephan in Dresden gegründet wurde. Der Name steht für Apothekergenossenschaft für pharmazeutische Präparate. Apogepha ist ein international tätiges Familienunternehmen, das urologische Arzneimittel entwickelt und herstellt. Im Geschäftsjahr 2022 erzielte das Unternehmen einen Umsatz von 142,3 Millionen Euro.

## Geschichte

### Gründung und Anfänge
Das Unternehmen wurde 1882 durch Carl Stephan, dem Besitzer der Dresdner Kronenapotheke, in Kooperation mit dem chemischen Laboratorium Dr. Ostermeyer unter dem Namen C. Stephan – Fabrik für chemisch-pharmazeutische Produkte in Dresden gegründet.
Anfangs wurden verschiedene chemisch-pharmazeutische Präparate und kosmetische Produkte hergestellt.

### Übernahmen, Zweiter Weltkrieg und Expansion
Nach mehrfachem Besitzerwechsel wurde der Firmensitz 1918 in den Stadtteil Striesen in die Kyffhäuserstraße verlegt und 1921 in eine Aktiengesellschaft umgewandelt. Aufsichtsratschef war zeitweise Ottomar von Mayenburg, Erfinder der Zahncreme Chlorodont, unter dessen Leitung das Unternehmen 1927 in seine Leowerke eingegliedert wurde. Mayenburg verkaufte den Betrieb jedoch bereits 1931 an die Sächsische Apothekergenossenschaft, woraufhin das Unternehmen den Namen Apogepha erhielt.
Wirtschaftliche Gründe führten 1933 zur Übernahme der Apogepha durch den bisherigen technischen Betriebsleiter, den Chemiker und Apotheker Johannes Starke, gemeinsam mit dem Leipziger Kaufmann Max Biering.
Beim Luftangriff auf Dresden im Jahr 1945 wurde die Firma fast vollständig zerstört. Nach dem Zweiten Weltkrieg führte der Firmenchef Johannes Starke die chemische Synthese im Unternehmen ein.

### Verstaatlichung und Fusionen
1953 wurde der Betrieb durch die DDR-Regierung vorübergehend enteignet, Johannes Starke als Firmenchef abgesetzt und ein Treuhänder eingesetzt. Diese restriktiven Maßnahmen wurden jedoch bereits einige Monate später, im Juni 1953, aufgrund politischen Drucks wieder zurückgenommen. 1960 wurde Apogepha zu einem Betrieb mit staatlicher Beteiligung (BSB) umfirmiert und in eine KG umgewandelt. Am 1. Januar 1967 fusionierte die halbstaatliche Apogepha mit dem BSB Dr. Kirch in Dresden-Weißig. Schließlich folgte im Jahr 1972 die Enteignung des Unternehmens und seine Umwandlung in einen VEB.
Christian Starke, der nach dem Tod seines Vaters im Jahr 1968 den Betrieb übernommen hatte, führte kurzzeitig den VEB Apogepha, bevor er aus der Betriebsleitung ausschied und die Leitung der Forschungsabteilung übernahm.
Am 1. Juli 1974 wurden der VEB Apogepha und der VEB Pharmaka zusammengelegt, wobei letzterer aus einer Vereinigung kleinerer enteigneter Pharmabetriebe hervorgegangen war. In den 1980er-Jahren wurde von Apogepha das Anticholinergikum Propiverin entwickelt, das bei Harninkontinenz oder erhöhtem Harndrang eingesetzt wird.
Ab 1983 war die Firma Betriebsteil des VEB Sächsisches Serumwerk, wodurch der Firmenname zeitweise verloren ging.

### Reprivatisierung und weitere Expansion
1991 gelang es Christian Starke, das Unternehmen als ersten pharmazeutischen Betrieb der neuen Bundesländer zu reprivatisieren, wodurch es wieder in den Besitz der Familie Starke überging. Auch der Firmenname Apogepha wurde in der Wendezeit wieder eingeführt. 1992 stieg die älteste Tochter von Christian Starke, Henriette Starke, in das privatisierte Familienunternehmen ein. In den 1990er Jahren wurde in Japan und Südkorea Propiverin als Lizenzprodukt von Apogepha eingeführt.
Eine neue Produktionsstätte entstand 1996 in Dresden-Lockwitz. Im Jahr 2000 übernahm Henriette Starke in dritter Generation die Geschäftsführung des Unternehmens. 2011 wurde Markus Bauer neben Starke zweiter Geschäftsführer des Unternehmens. Im Jahr 2016 schied Henriette Starke aus der Geschäftsführung aus, und zum 1. Juli 2018 trat Dirk Pamperin in die Geschäftsführung von Apogepha ein.
Die Medikamente des Unternehmens wurden zunehmend auch in der Türkei und Südafrika verkauft, zudem weitete das Unternehmen die Lizenzpartnerschaften seitdem auf über 20 Länder aus. Im Jahr 2017 wurde das aus der Eigenentwicklung stammende Produkt Mictonorm Uno in Spanien auf den Markt gebracht.

### Jüngere Entwicklungen
Zum 1. Januar 2019 wurden die Produktionsstätten in Dresden-Lockwitz geschlossen, womit sich das Unternehmen von der eigenen pharmazeutischen Herstellung trennte. Die Bereiche Forschung und Entwicklung, Qualitätssicherung, Marketing und Vertrieb urologischer Produkte sowie die Verwaltungsbereiche blieben am Firmensitz in Dresden bestehen.
Am 1. März 2024 wurde die Geschäftsführung um Andreas Ott für die Segmente Finanzen und Controlling und Alexandra Pries, welche die Leitung der Bereiche Marketing und Vertrieb übernahm, erweitert.

## Produkte
Apogepha konzentriert sich auf das Therapiegebiet Urologie und bietet verschreibungspflichtige Arzneimittel sowie Medikamente zur Selbstmedikation mit verschreibungsfreien OTC-Präparaten für verschiedene urologische Anwendungsgebiete wie Blasenschwäche, Harnblasenkrebs, Prostatakrebs, Harnwegsinfektionen und Harnsteine in den Bereichen funktionelle Urologie, Urologische Infektiologie, und Uro-Onkologie an. Zusätzlich vertreibt das Unternehmen mehrere Arzneimittel für Kinder.
Die bekannteste Eigenentwicklung des Unternehmens ist der in den 1980er-Jahren entwickelte Wirkstoff Propiverin, der zur Behandlung von Harninkontinenz und Blasenschwäche eingesetzt wird.

## Medizinische Forschung und Entwicklung
Etwa 10 bis 15 Prozent des jährlichen Umsatzes investiert das Unternehmen in Forschung und Entwicklung, wobei die Schwerpunkte des Unternehmens in der pharmazeutischen Entwicklung sowie der klinischen Entwicklung liegen.
Im Dezember 2022 erwarb Apogepha eine Mehrheitsbeteiligung an dem Start-up-Unternehmen Rocketlande Medical Ventures. Das Unternehmen bietet eine App an, die Patienten mit Prostatakrebs in 3-D-Visualisierungen prä- und postoperative Übungen für den Beckenboden zeigt, um das Risiko von Inkontinenz zu verringern.

## Auszeichnungen
- 2011: Auszeichnung mit dem Innovationspreis „Familienfreundlichstes Unternehmen 2011“ durch die Landeshauptstadt Dresden[3]